# Onsu
Onsu, även känt som Wensu, är ett härad som lyder under prefekturen Aksu i Xinjiang-regionen i nordvästra Kina. Den ligger omkring 630 kilometer sydväst om regionhuvudstaden Ürümqi. 